# Бојин Дел
Бојин Дел је насељено место града Врања у Пчињском округу. Према попису из 2022. било је 24 становника (према попису из 1991. било је 119 становника).

## Порекло становништва
Подаци датирају из 1964
Бојин Дел је основан у другој половини XVIII века. Оснивач села био је неки деда Љута. Од њега потиче данашњи род Љутинци. Деда Њута је искрчуио много земље и наплатио доста стоке. Касније његово имање су разделили синови и "пасторци“. По оснивању села турска власт одредила је становницима Бојин Дела да плаћају десетак некој "госодарици насељеној у Врање". Муж те Туркиње погинуо је негде у борби против Срба.
Робов Гроб је место на границу датара између Бојин Дела и Обличке Сене. Ту се крио неки Арбанас, који је заробио српско дете из једног села поред Јужне Мораве. Срби из Бојин Дела убили су Арбанаса, али у томе погинуло је и заробљено дете. Потес Амитов Гроб назив је добио у новије време. Ту су наши граничари 1905. г. убили Арбанаса Амита из Зарибинице у Кривој Реци. Он је прелазио у Србију ради пљачкања стоке. Тај Арбанас за живота се хвалио да је убио 19 Срба из овог краја.
У Бојин Делу живе три рода:
- Љутинци (33 к., Св. Арханђео), деле се на: Чукарчани, Гаринци, Деда Стојанци и др. Оснивач рода је деда Љута, доселио се око 1780. г. из Горњег Коњара код Куманова. Генеалогија им је: (Риста, 60 година - Атанас - Никола - Петко - Станимир - Љута). Љута је у месту старине убио Арбанаса и добегао овде у пустарију. Он затим деда Милисав из суседне Обличке Сене и неки Србин из Струганице били су храбри људи у овом делу области. Крајем XVIII века они су се борили са Арбанасима који су продирали у врањску котлину преко Новобрдске Криве Реке и Пољанице.
- Плочаци (19 к., Св. Никола), потичу од деце коју је посинио оснивач првог рода деда Љута. Љути је прва жена умрла и после он је узео другу, која му је довела децу. Порекло им је из села Плоче у Крајишту. Једна њихова истоимена грана живи у нижем селу Ранутову.
- Пољанчани (12 к., Св. Јован), дошли су после предњих родова из села Стрешка.

## Демографија
У насељу Бојин Дел живи 75 пунолетних становника, а просечна старост становништва износи 47,5 година (46,6 код мушкараца и 48,3 код жена). У насељу има 31 домаћинство, а просечан број чланова по домаћинству је 2,81.
Ово насеље је у потпуности насељено Србима (према попису из 2002. године).
|  |

| Демографија | Демографија | Демографија |
| Година      | Становника  | Становника  |
| ----------- | ----------- | ----------- |
| 1948.       | 334         |             |
| 1953.       | 360         |             |
| 1961.       | 331         |             |
| 1971.       | 301         |             |
| 1981.       | 251         |             |
| 1991.       | 119         | 112         |
| 2002.       | 87          | 101         |

| Етнички састав према попису из 2002.‍ | Етнички састав према попису из 2002.‍ | Етнички састав према попису из 2002.‍ | Етнички састав према попису из 2002.‍ | Етнички састав према попису из 2002.‍ |
| ------------------------------------ | ------------------------------------ | ------------------------------------ | ------------------------------------ | ------------------------------------ |
|                                      |                                      |                                      |                                      |                                      |
| Срби                                 | Срби                                 |                                      | 87                                   | 100,0%                               |
| непознато                            | непознато                            |                                      | 0                                    | 0,0%                                 |

| Година пописа     | 1948. | 1953. | 1961. | 1971. | 1981. | 1991. | 2002. |
| ----------------- | ----- | ----- | ----- | ----- | ----- | ----- | ----- |
| Број домаћинстава | 63    | 68    | 62    | 61    | 54    | 38    | 31    |

| Број чланова      | 1 | 2  | 3 | 4 | 5 | 6 | 7 | 8 | 9 | 10 и више | Просек |
| ----------------- | - | -- | - | - | - | - | - | - | - | --------- | ------ |
| Број домаћинстава | 7 | 12 | 4 | 2 | 3 | 0 | 3 | 0 | 0 | 0         | 2,81   |

| Пол    | Укупно | Неожењен/Неудата | Ожењен/Удата | Удовац/Удовица | Разведен/Разведена | Непознато |
| ------ | ------ | ---------------- | ------------ | -------------- | ------------------ | --------- |
| Мушки  | 36     | 12               | 22           | 2              | 0                  | 0         |
| Женски | 40     | 5                | 28           | 6              | 1                  | 0         |
| УКУПНО | 76     | 17               | 50           | 8              | 1                  | 0         |

| Пол    | Укупно                    | Пољопривреда, лов и шумарство | Рибарство                            | Вађење руде и камена | Прерађивачка индустрија       |
| ------ | ------------------------- | ----------------------------- | ------------------------------------ | -------------------- | ----------------------------- |
| Мушки  | 28                        | 19                            | 0                                    | 0                    | 4                             |
| Женски | 37                        | 36                            | 0                                    | 0                    | 0                             |
| УКУПНО | 65                        | 55                            | 0                                    | 0                    | 4                             |
| Пол    | Производња и снабдевање   | Грађевинарство                | Трговина                             | Хотели и ресторани   | Саобраћај, складиштење и везе |
| Мушки  | 0                         | 3                             | 2                                    | 0                    | 0                             |
| Женски | 0                         | 0                             | 0                                    | 0                    | 0                             |
| УКУПНО | 0                         | 3                             | 2                                    | 0                    | 0                             |
| Пол    | Финансијско посредовање   | Некретнине                    | Државна управа и одбрана             | Образовање           | Здравствени и социјални рад   |
| Мушки  | 0                         | 0                             | 0                                    | 0                    | 0                             |
| Женски | 0                         | 0                             | 0                                    | 0                    | 1                             |
| УКУПНО | 0                         | 0                             | 0                                    | 0                    | 1                             |
| Пол    | Остале услужне активности | Приватна домаћинства          | Екстериторијалне организације и тела | Непознато            | Непознато                     |
| Мушки  | 0                         | 0                             | 0                                    | 0                    | 0                             |
| Женски | 0                         | 0                             | 0                                    | 0                    | 0                             |
| УКУПНО | 0                         | 0                             | 0                                    | 0                    | 0                             |